# Olga Chekhova
Olga Konstantinovna Chekhova, nascida Knipper (em russo:  Ольга Константиновна Чехова (14 de abril de 1897, Alexandropol, Império Russo (agora Guiumri, Armênia) – 9 de março de 1980, Munique, Alemanha Ocidental) foi uma atriz russa naturalizada alemã. Entre os personagens que interpretou, é a protagonista feminino no papel do filme de Alfred Hitchcock: Mary (1931).